# 301

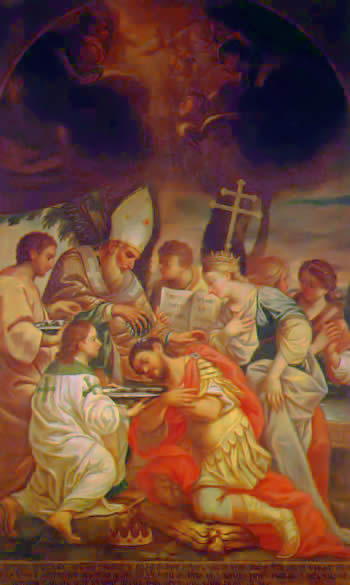
Tiridates van Armenië wordt gedoopt.

Het jaar 301 is het 1e jaar in de 4e eeuw volgens de christelijke jaartelling.

## Gebeurtenissen

### Romeinse Rijk
- september - Keizer Diocletianus voert een munthervorming door en beveelt, dat een zilveren munt voortaan tachtig bronzen denarii waard zal zijn in plaats van veertig. De schatkist kan daardoor in één klap het grootste deel van zijn uitgaven halveren, want de staat int de belastingen in zilver maar betaalt de soldij in brons.
- november - Diocletianus vaardigt in Nicomedia (huidige İzmit) het Edictum de pretiis rerum venalium (edict over de prijzen van koopwaren) uit en tracht de geldontwaarding – die hij met zijn munthervorming zelf veroorzaakt heeft – te bestrijden met een loon- en prijsmaatregel.

### Armenië
- Koning Tiridates III van Armenië (volgens sommige historici Tiridates IV) bekeert zich tot het christendom en verklaart het christelijk geloof tot staatsgodsdienst. Hierdoor wordt Armenië het eerste officiële christelijke land. (waarschijnlijke datum)

### Perzië
- Narses treedt af ten gunste van zijn zoon Hormazd II als "koning der koningen" van het Perzische Rijk.

### Italië
- 3 september - Volgens de overlevering sticht Marinus van Rimini, op de vlucht voor de christenvervolgingen, de nederzetting San Marino die zich zal ontwikkelen in een onafhankelijk ministaatje en 's werelds oudste nu nog bestaande republiek.

## Overleden
- 18 december - Gatianus, bisschop van Tours